# Marten Sikkema
Marten Sikkema, pseudoniem van Govert Alettinus Gezelle Meerburg (Utrecht, 10 december 1918 – Veendam, 2 mei 2005) was een Friestalig dichter, schrijver en vertaler.

## Loopbaan
In de Tweede Wereldoorlog dook hij onder in Friesland, waarbij hij de naam Marten Sikkema aannam. Hij begon toen te schrijven en te dichten. Onder dit pseudoniem werd hij in Friesland bekend als schrijver. Na de oorlog ging hij in Friesland werken; onder andere bij de Fryske Academie. Hij werd directeur van de RONO en was vanaf 1 september 1961 leraar te Veendam.
Sikkema was daarnaast van 1947 tot 1952 en van 1955 tot 1960 redacteur van het Fries literaire maandblad De Tsjerne en van 1958 tot 1960 van het Fries cultureel maandblad De Strikel. Van het laatste blad was hij ook medeoprichter.
Op 13 oktober 1961 ontving Sikkema in Bolsward de Gysbert Japicxprijs voor zijn oeuvre tot dan toe, namelijk de poëziebundels Stjerrerein (1946), Swart en Wyt (1946), Skaedbylden (1951) en Seinen (1959). Twee maanden eerder had Marten Brouwer bedankt als lid van de jury voor de prijs. Brouwer meende dat zijn mede-juryleden niet-literaire criteria wilde toepassen.
Sikkema was bevriend met de kunstschilder Meinte Walta. Bij een schilderij van Walta schreef Sikkema het gedicht Forlitten doarp.

## Korte verhalen
Sikkema publiceerde in verschillende tijdschriften korte verhalen, waarvan een aantal werden gebundeld:
- Sân is in galgefol (1951)
- De slach forlern (1954)
- De grize oer de grouwe (1958).

## Dichtbundels
- Stjerrerein (1946)
- Swart en Wyt (1946)
- Skaedbylden (1951)
- Seinen (1959).

## Vertalingen

### Poëzie
- Uit het Zweeds: Noarderljocht (1953)
- uit het Noors: in het tijdschrift De Tsjerne (1956)
- uit het Chinees: 'De jaden fluit' (1969) (speciaal nummer van het tijdschrift De Strikel)
- uit het Engels:  The Ballad of Reading Gaol van Oscar Wilde (1953)
- uit het Frans: o.a. François Villon (zeven balladen), Charles d'Orléans, Charles Baudelaire en Jean Moréas
- uit het Duits: o.a. R.M. Rilke, Georg Heym, Jakob van Hoddis en veel van Erich Fried
- uit het Oekraïens: Lesja Oekrajinka en Vasyl Symonenko
- andere vertalingen in diverse bladen.

### Romans
- Uit het Zweeds: de roman Mälarpirater van Sigfrid Siwerts (Marpiraten, 1955).

### Toneelstukken
- Schiller: Wilhelm Tell
- K. en J. Čapek: Adam de Skepper
- Arthur Miller: De dea fan in hannelsreiziger
- M. Pagnol: De prinsesse fan de boarnen
- Kaj Munk: It Wurd
- William Somerset Maugham: Hillige gloede.

### Kinderboeken
- Uit het Gronings: een kinderboek op rijm van Gré van der Veen met prenten van Geert Schroeder: Fan Slynmarta en Tisdernet (1987).

## Trivia
- In 1952 werd Sikkema van zijn bed gelicht door de Binnenlandse Veiligheidsdienst in verband met de rellen in Leeuwarden, het jaar daarvoor (Kneppelfreed).[5]

- Biografisch Portaal: 82569232
- Digitale Bibliotheek voor de Nederlandse Letteren: sikk002
- Gemeinsame Normdatei: 124125875
- International Standard Name Identifier: 0000 0003 6917 5506
- Nederlandse Thesaurus van Auteursnamen: 071064060
- LIBRIS: 254831
- Système universitaire de documentation: 112869076
- Virtual International Authority File: 938051
- WorldCat: E39PBJcWqWTmGFFxhwgdxk6tKd